# Neoarius coatesi
Neoarius coatesi är en fiskart som först beskrevs av Kailola, 1990.  Neoarius coatesi ingår i släktet Neoarius och familjen Ariidae. Inga underarter finns listade i Catalogue of Life.